# Clostridium proteolyticum
Clostridium proteolyticum è una specie di batterio appartenente alla famiglia delle Clostridiaceae.